# Migdalor House (Tel Awiw)
Migdalor House – biurowiec w osiedlu Lew ha-Ir w mieście Tel Awiw, w Izraelu. Budynek jest położony przy placu Listopadowym, w osiedlu Lev HaIr, w zachodniej części Tel Awiwu. Zaprojektowali go w 1977 architekci Arie Elchananai i Nisan Cna'an w ramach działań związanych rewitalizacją tej części miasta. Budowę ukończono w 1985.

## Dane techniczne
Budynek ma 16 kondygnacji i wysokość 58 metrów. Wybudowano go w stylu modernizmu. Wzniesiono ga z betonu. Fasadę wykonano z w kolorach białym i jasnobrązowym.
Na zachodniej zewnętrznej stronie budynku znajduje się zewnętrzna winda, poruszająca się ekspresowo z dołu na szczyt wieżowca.
Budynek jest wykorzystywany jako biurowiec. Większość biur wynajmują komercyjne firmy handlowe. Część pomieszczeń zajmują wydziały ambasady Francji i konsulat Rosji.